# Montouliers
Cet article possède un paronyme, voir Montoulieu.
Montouliers est une commune française située dans le sud-ouest du département de l'Hérault, en région Occitanie.
Exposée à un climat méditerranéen, elle est drainée par le ruisseau de la Nazoure et par divers autres petits cours d'eau. La commune possède un patrimoine naturel remarquable : un site Natura 2000 (le « Minervois ») et trois zones naturelles d'intérêt écologique, faunistique et floristique.
Montouliers est une commune rurale qui compte 232 habitants en 2022, après avoir connu un pic de population de 471 habitants en 1921.  Ses habitants sont appelés les Montouliérains ou  Montouliéraines.
L'origine du nom du village serait liée à la présence d'une plantation d'oliviers sur la colline où le village a été construit : Monte Olerio, le « mont des oliviers ».

## Géographie
La commune est limitrophe du département de l'Aude.

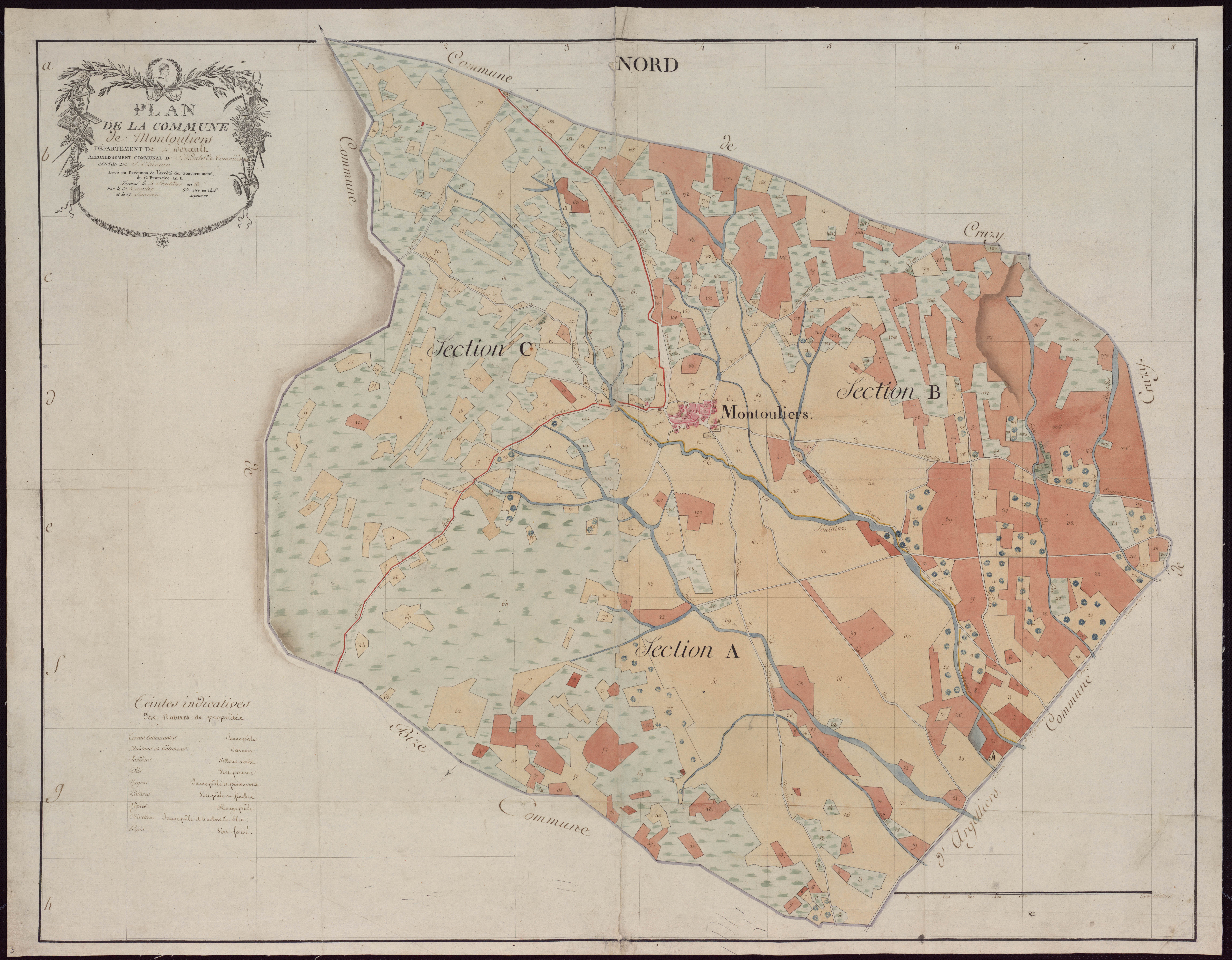
Plan par masse de culture (an XIII).

### Communes limitrophes
Les communes limitrophes sont  Argeliers, Bize-Minervois et Cruzy.
|                       |                  | Cruzy |
| Bize-Minervois (Aude) | Montouliers      |       |
|                       | Argeliers (Aude) |       |

### Climat
Pour des articles plus généraux, voir Climat de l'Occitanie et Climat de l'Hérault.
En 2010, le climat de la commune est de type climat méditerranéen franc, selon une étude s'appuyant sur une série de données couvrant la période 1971-2000. En 2020, Météo-France publie une typologie des climats de la France métropolitaine dans laquelle la commune est exposée à un climat méditerranéen et est dans la région climatique  Provence, Languedoc-Roussillon, caractérisée par une pluviométrie faible en été, un très bon ensoleillement (2 600 h/an), un été chaud (21,5 °C), un air très sec en été, sec en toutes saisons, des vents forts (fréquence de 40 à 50 % de vents > 5 m/s) et peu de brouillards.
Pour la période 1971-2000, la température annuelle moyenne est de 14,5 °C, avec une amplitude thermique annuelle de 15,8 °C. Le cumul annuel moyen de précipitations est de 666 mm, avec 6,3 jours de précipitations en janvier et 2,8 jours en juillet. Pour la période 1991-2020, la température moyenne annuelle observée sur la station météorologique la plus proche, située sur la commune d'Argeliers à 3 km à vol d'oiseau, est de 15,8 °C et le cumul annuel moyen de précipitations est de 624,7 mm,. Pour l'avenir, les paramètres climatiques de la commune estimés pour 2050 selon différents scénarios d’émission de gaz à effet de serre sont consultables sur un site dédié publié par Météo-France en novembre 2022.

### Milieux naturels et biodiversité

#### Réseau Natura 2000

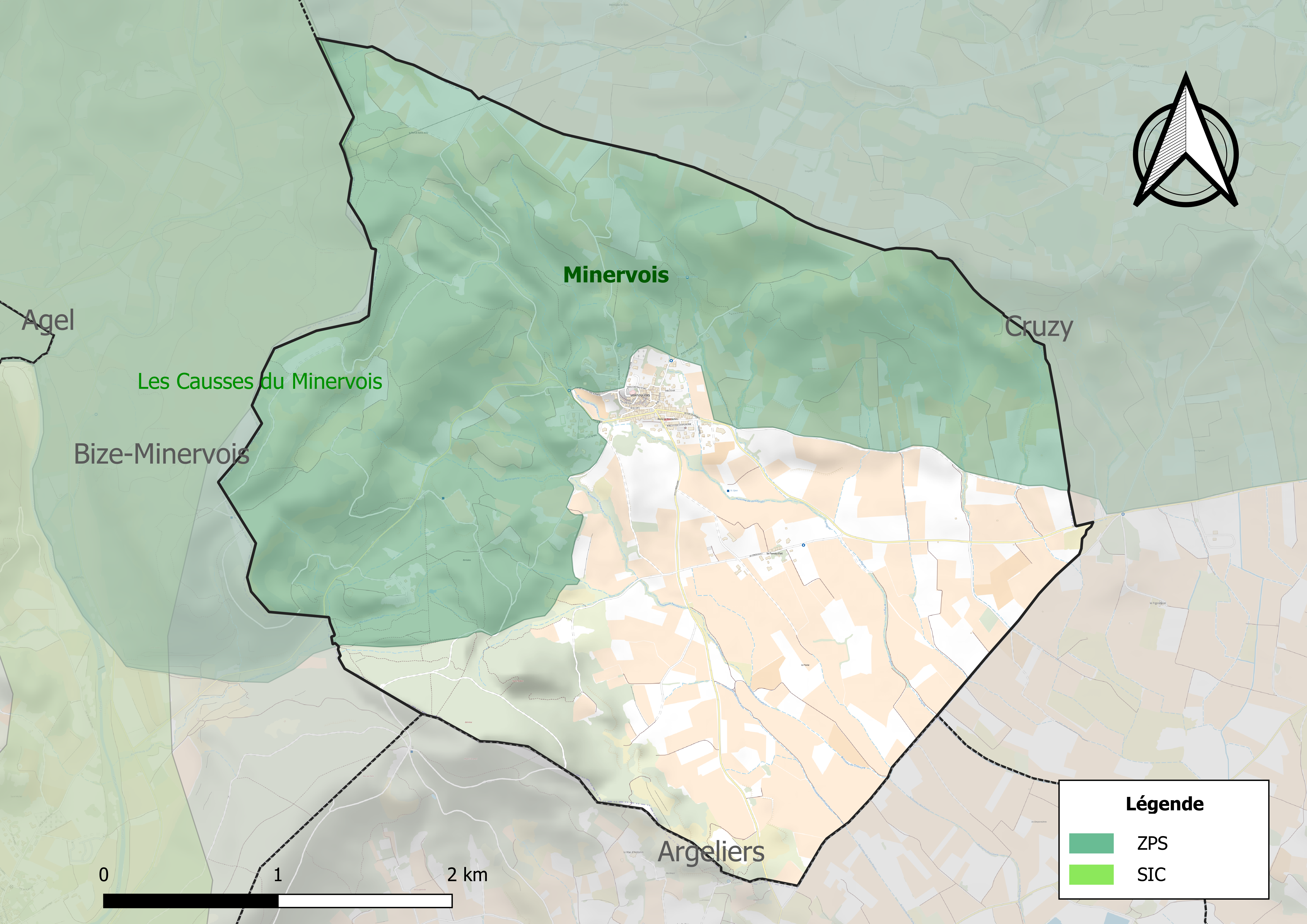
Sites Natura 2000 sur le territoire communal.

Le réseau Natura 2000 est un réseau écologique européen de sites naturels d'intérêt écologique élaboré à partir des directives habitats et oiseaux, constitué de zones spéciales de conservation (ZSC) et de zones de protection spéciale (ZPS).
Un site Natura 2000 a été défini sur la commune au titre  de la directive oiseaux : le « Minervois », d'une superficie de 24 820 ha, retenu pour la conservation de rapaces de l'annexe I de la directive oiseaux, en particulier l'Aigle de Bonelli et l'Aigle royal. Mais le Busard cendré, le Circaète Jean-le-Blanc et le Grand-Duc sont également des espèces à enjeu pour ce territoire.

#### Zones naturelles d'intérêt écologique, faunistique et floristique
L’inventaire des zones naturelles d'intérêt écologique, faunistique et floristique (ZNIEFF) a pour objectif de réaliser une couverture des zones les plus intéressantes sur le plan écologique, essentiellement dans la perspective d’améliorer la connaissance du patrimoine naturel national et de fournir aux différents décideurs un outil d’aide à la prise en compte de l’environnement dans l’aménagement du territoire.
Une ZNIEFF de type 1 est recensée sur la commune :
les « gorges d'Aymes et de la Cesse » (820 ha), couvrant 5 communes dont une dans l'Aude et quatre dans l'Hérault et deux ZNIEFF de type 2, : 
- le « Haut Minervois » (21 605 ha), couvrant 26 communes dont cinq dans l'Aude et 21 dans l'Hérault[13] ;
- les « Vignes du Minervois » (9 972 ha), couvrant 13 communes du département[14].

Carte des ZNIEFF de type 1 et 2 à Montouliers.
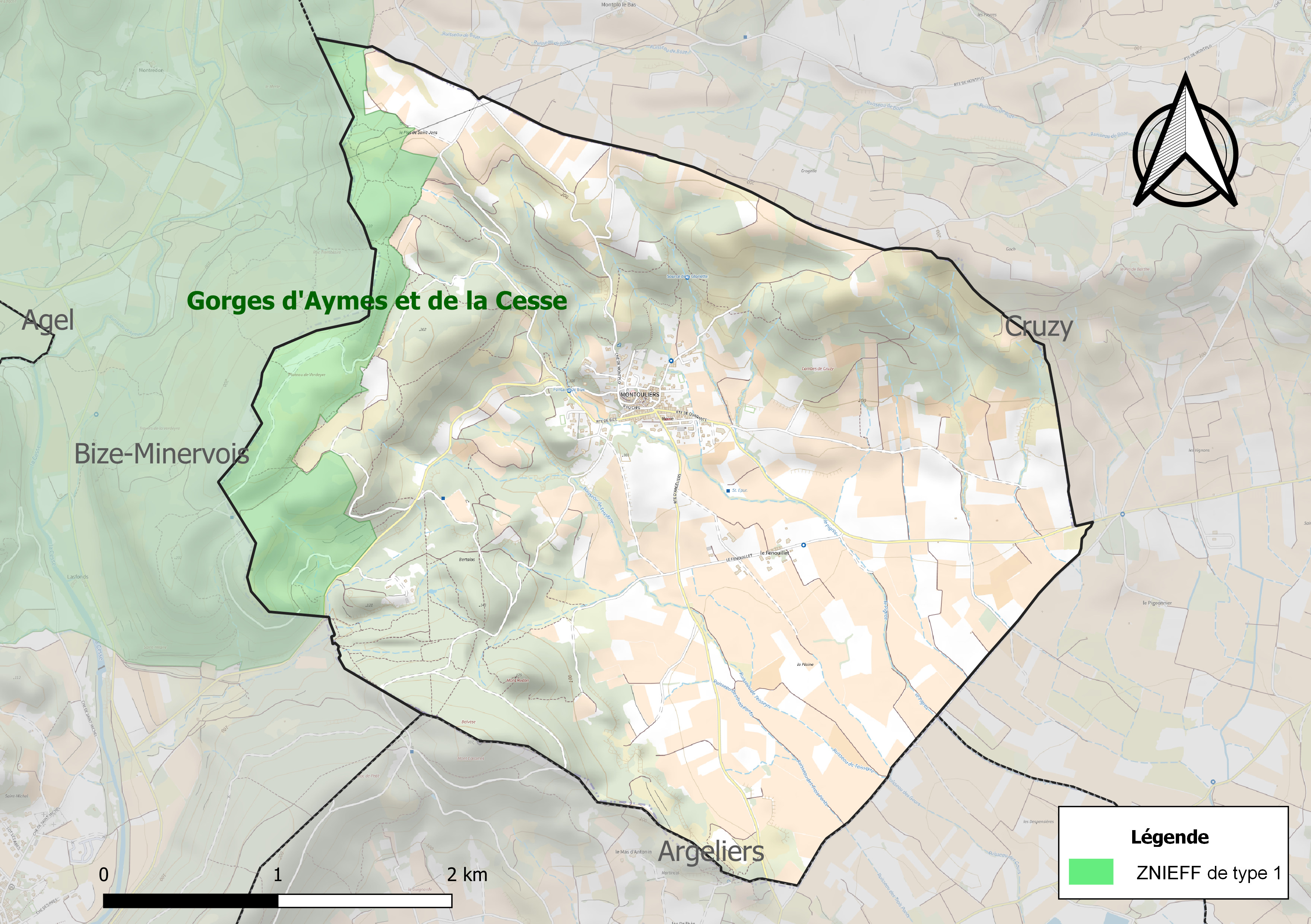
Carte de la ZNIEFF de type 1 sur la commune.
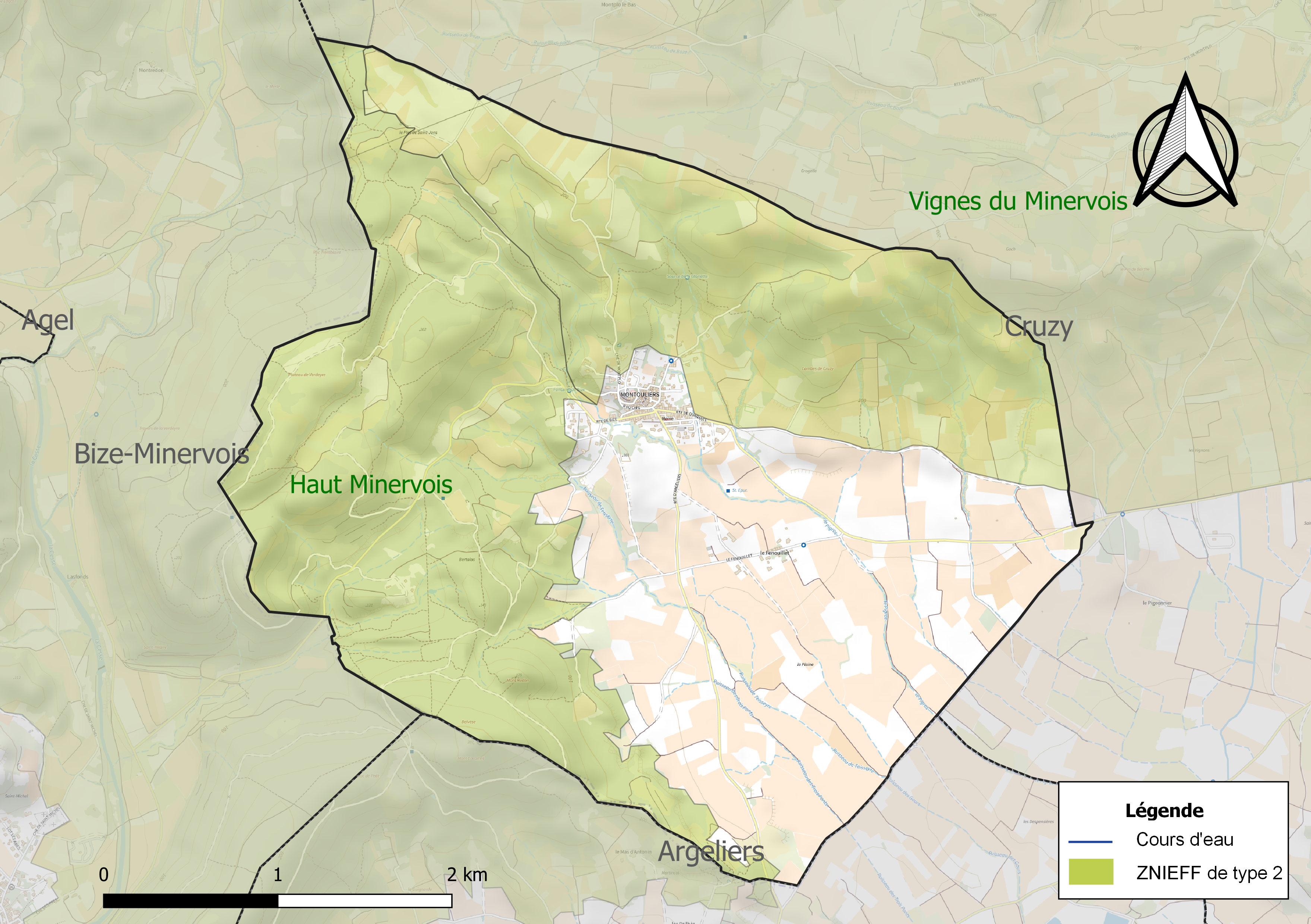
Carte des ZNIEFF de type 2 sur la commune.

## Urbanisme

### Typologie
Au 1er janvier 2024, Montouliers est catégorisée commune rurale à habitat dispersé, selon la nouvelle grille communale de densité à sept niveaux définie par l'Insee en 2022.
Elle est située hors unité urbaine et hors attraction des villes,.

### Occupation des sols

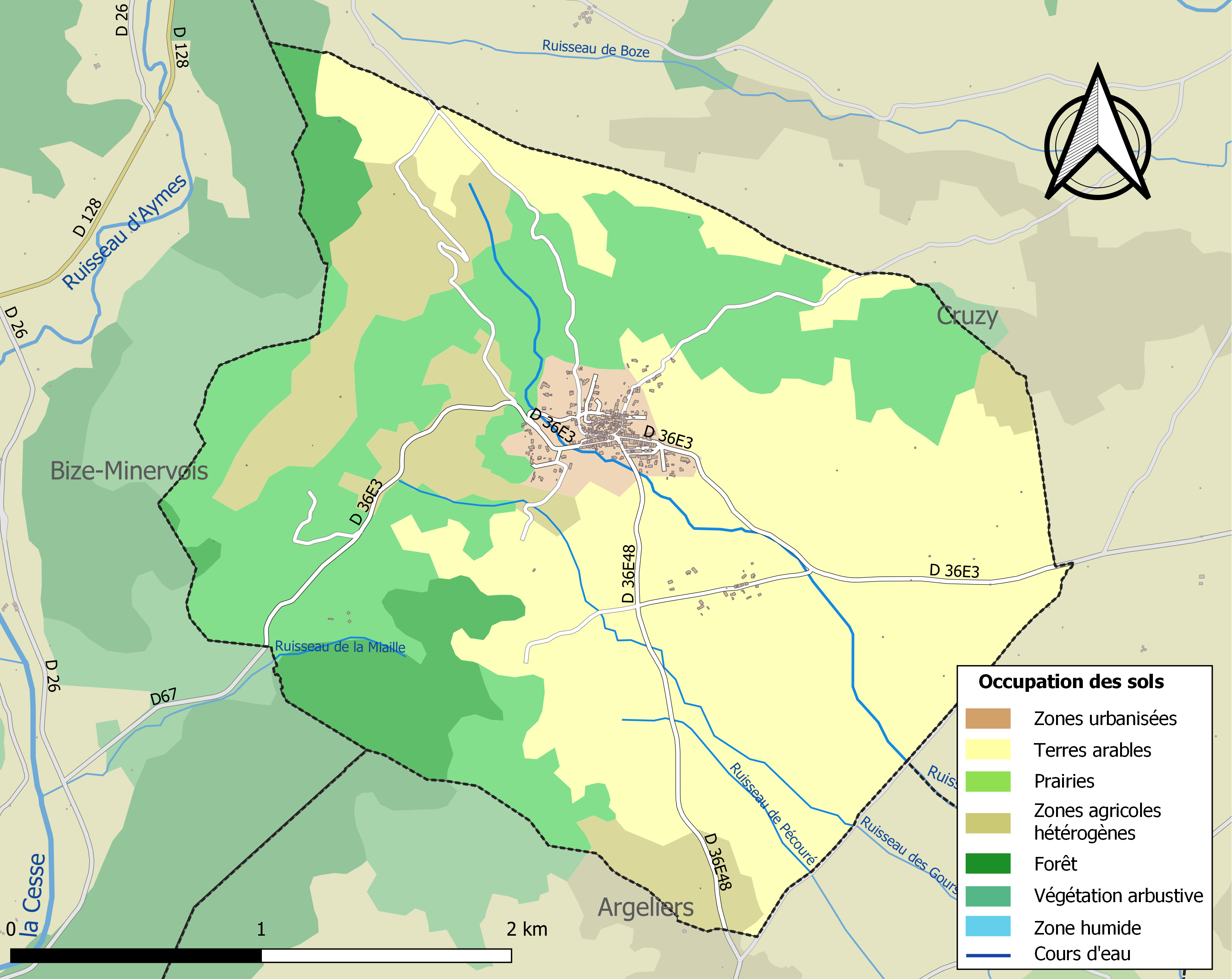
Carte des infrastructures et de l'occupation des sols de la commune en 2018 (CLC).

L'occupation des sols de la commune, telle qu'elle ressort de la base de données européenne d’occupation biophysique des sols Corine Land Cover (CLC), est marquée par l'importance des territoires agricoles (60,1 % en 2018), en diminution par rapport à 1990 (64,2 %). La répartition détaillée en 2018 est la suivante : 
cultures permanentes (47,3 %), milieux à végétation arbustive et/ou herbacée (29,1 %), zones agricoles hétérogènes (12,8 %), forêts (7,4 %), zones urbanisées (3,4 %).

### Risques majeurs
Le territoire de la commune de Montouliers est vulnérable à différents aléas naturels : météorologiques (tempête, orage, neige, grand froid, canicule ou sécheresse), feux de forêts et séisme (sismicité faible). Il est également exposé à un risque technologique,  le transport de matières dangereuses. Un site publié par le BRGM permet d'évaluer simplement et rapidement les risques d'un bien localisé soit par son adresse soit par le numéro de sa parcelle.

#### Risques naturels
Montouliers est exposée au risque de feu de forêt. Un plan départemental de protection des forêts contre les incendies (PDPFCI) a été approuvé en juin 2013 et court jusqu'en 2022, où il doit être renouvelé. Les mesures individuelles de prévention contre les incendies sont précisées par deux arrêtés préfectoraux et s’appliquent dans les zones exposées aux incendies de forêt et à moins de 200 mètres de celles-ci. L’arrêté du 25 avril 2002 réglemente l'emploi du feu en interdisant notamment d’apporter du feu, de fumer et de jeter des mégots de cigarette dans les espaces sensibles et sur les voies qui les traversent sous peine de sanctions. L'arrêté du 11 mars 2013 rend le débroussaillement obligatoire, incombant au propriétaire ou ayant droit,.

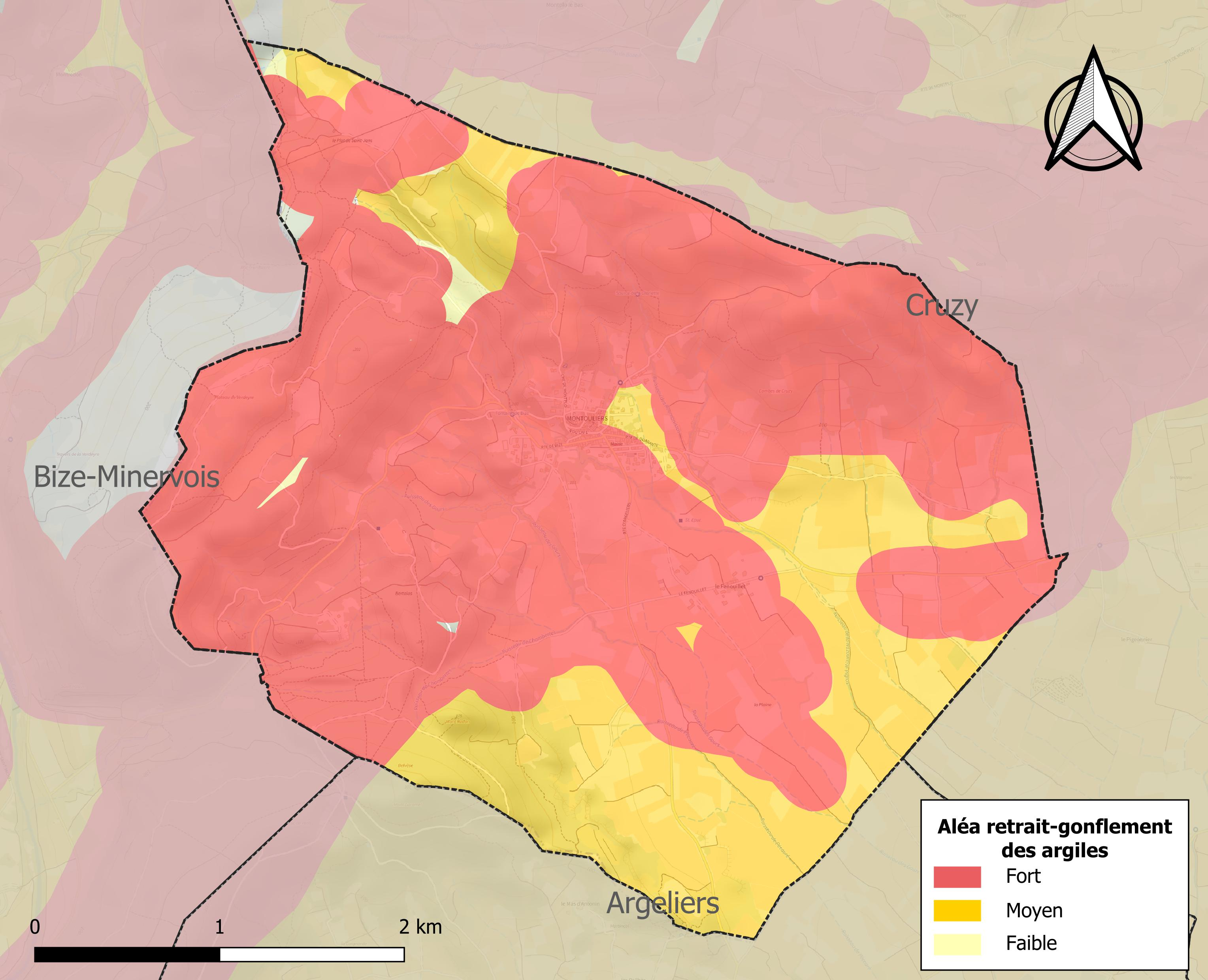
Carte des zones d'aléa retrait-gonflement des sols argileux de Montouliers.

Le retrait-gonflement des sols argileux est susceptible d'engendrer des dommages importants aux bâtiments en cas d’alternance de périodes de sécheresse et de pluie. 99,1 % de la superficie communale est en aléa moyen ou fort (59,3 % au niveau départemental et 48,5 % au niveau national). Sur les 198 bâtiments dénombrés sur la commune en 2019, 198 sont en aléa moyen ou fort, soit 100 %, à comparer aux 85 % au niveau départemental et 54 % au niveau national. Une cartographie de l'exposition du territoire national au retrait gonflement des sols argileux est disponible sur le site du BRGM,.
Par ailleurs, afin de mieux appréhender le risque d’affaissement de terrain, l'inventaire national des cavités souterraines permet de localiser celles situées sur la commune.
La commune a été reconnue en état de catastrophe naturelle au titre des dommages causés par les inondations et coulées de boue survenues en 1982, 1996 et 1999. 

#### Risques technologiques
Le risque de transport de matières dangereuses sur la commune est lié à sa traversée par des infrastructures routières ou ferroviaires importantes ou la présence d'une canalisation de transport d'hydrocarbures. Un accident se produisant sur de telles infrastructures est susceptible d’avoir des effets graves sur les biens, les personnes ou l'environnement, selon la nature du matériau transporté. Des dispositions d’urbanisme peuvent être préconisées en conséquence.

## Toponymie
La commune a été connue sous les variantes : ecclesiam S. Baudelii de Monte-Olerio (940), castrum de Monteolario (vers 1182), Montemolerium (1224), de Monteolerio (1271), Montolliers (1518)...
Mons + ancien occitan olier = potier.

## Histoire

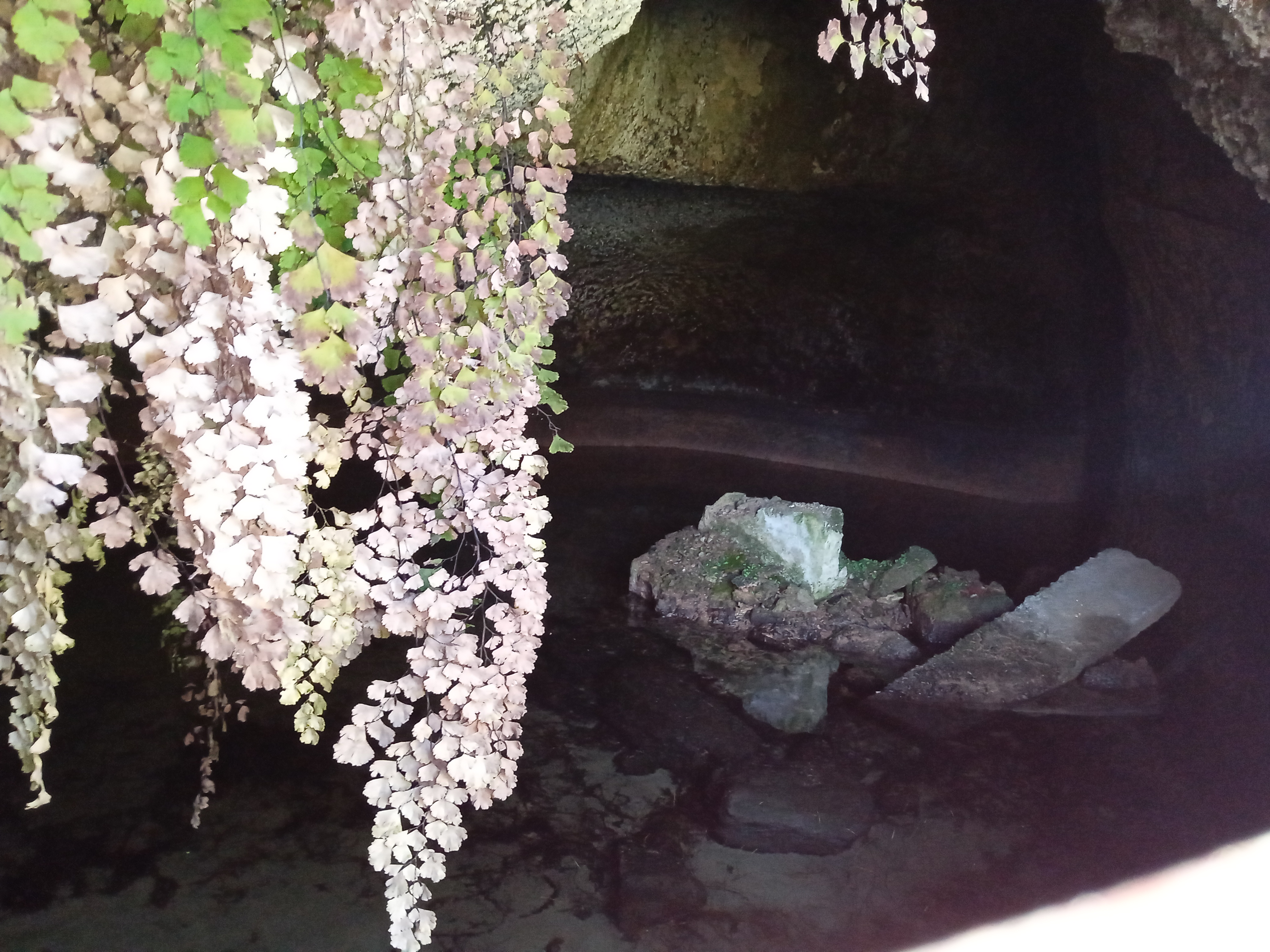
La fontaine de Bize, une des fontaines romaines de Montouliers.

- Antiquité : Vestiges de traces humaines datant de la période néolithique.

Présence romaine, aménagement de voies romaines  (dont l'une passait près de la fontaine romaine située à proximité du village ); les Romains découvrent et mettent en valeur une source située aux abords du village, creusée par les légionnaires romains, appelée "Fontaine Romaine".
- Moyen Âge : Premier village construit sur une colline, avec des rues appelées calades.

Les Wisigoths s'installent sommairement dans les environs du village.
Au VIIIe siècle, la région est envahie par des troupes arabes qui seront chassées par les armées franques. Installation sporadique de Francs venus du nord de la Gaule francique, mais la majeure partie de la population reste attachée à la tradition gallo-romaine.
940 : L'archevêque de Narbonne, monseigneur Aymeri, lègue à l'abbaye de Saint-Pons l'église romane de Saint-Baudile de Monte Olerio, première mention du village dans l'Histoire.
1182 : Le nom du village est mentionné dans une bulle du pape Luce III.
Entre le XIIe siècle et le XVIIIe siècle, le territoire de Montouliers, dépendant du diocèse de Saint-Pons (où se trouvait alors une cathédrale) est administré par la sénéchaussée de Carcassonne puis à partir de 1551 par la sénéchaussée de Béziers.
- Époque moderne : une grande partie des terres de la commune de Montouliers est vendue à l'hospice de Saint-Pons par le seigneur Pierre de Tourbes de Saint-Pons.

1518 : Le village est connu sous le nom de Monteollite.
La commune est rattachée au canton de Cruzy jusqu'en 1802, date à laquelle le canton de Cruzy est supprimé. Montouliers est alors rattachée au canton de Saint-Chinian.
1710-1715 : Épidémie de peste. Le village est durement frappé.
- Époque contemporaine :

XIXe siècle, apparition notable de la viticulture. La vigne devient une importante source de revenus pour les villageois, avec de nombreux métiers liés à la viticulture.
Au tournant du XXe siècle, en 1901, le village comptait 500 habitants.
Au XXe siècle, le village se modernise : l'eau dessert tous les foyers du village en 1907 ; 1923 : arrivée de l'électricité ; 1937 : les vignerons se dotent d'une cave coopérative.
1947 : M. André Fraisse est élu maire du village. Régulièrement réélu, il fut maire du village pendant plus de 50 ans…

## Héraldique
| Blason de Montouliers | Blason  | De gueules à la fasce cordée d'argent, accompagnée de quatre étoiles à huit rais d'or, trois en chef et une en pointe. |
| Blason de Montouliers | Détails | Le statut officiel du blason reste à déterminer.                                                                       |

## Politique et administration
| Période         | Période         | Identité          | Étiquette | Qualité        |
| --------------- | --------------- | ----------------- | --------- | -------------- |
| 1947            | mars 2001       | André Fraisse     |           |                |
| mars 2001       | 18 mai 2020     | Gérard Gleizes    | PS        | Retraité       |
| 18 mai 2020     | 16 octobre 2020 | Sebastiano Megali |           | Démissionnaire |
| 16 octobre 2020 | En cours        | Patricia Toulze   |           |                |

## Démographie
L'évolution du nombre d'habitants est connue à travers les recensements de la population effectués dans la commune depuis 1793. Pour les communes de moins de 10 000 habitants, une enquête de recensement portant sur toute la population est réalisée tous les cinq ans, les populations de référence des années intermédiaires étant quant à elles estimées par interpolation ou extrapolation. Pour la commune, le premier recensement exhaustif entrant dans le cadre du nouveau dispositif a été réalisé en 2007.

En 2022, la commune comptait 232 habitants, en évolution de +3,57 % par rapport à 2016 (Hérault : +7,49 %, France hors Mayotte : +2,11 %).
| 1793 | 1800 | 1806 | 1821 | 1831 | 1836 | 1841 | 1846 | 1851 |
| ---- | ---- | ---- | ---- | ---- | ---- | ---- | ---- | ---- |
| 230  | 232  | 270  | 224  | 270  | 304  | 284  | 275  | 279  |

| 1856 | 1861 | 1866 | 1872 | 1876 | 1881 | 1886 | 1891 | 1896 |
| ---- | ---- | ---- | ---- | ---- | ---- | ---- | ---- | ---- |
| 276  | 277  | 341  | 346  | 375  | 448  | 401  | 406  | 421  |

| 1901 | 1906 | 1911 | 1921 | 1926 | 1931 | 1936 | 1946 | 1954 |
| ---- | ---- | ---- | ---- | ---- | ---- | ---- | ---- | ---- |
| 425  | 426  | 470  | 471  | 390  | 369  | 368  | 314  | 269  |

| 1962 | 1968 | 1975 | 1982 | 1990 | 1999 | 2006 | 2007 | 2012 |
| ---- | ---- | ---- | ---- | ---- | ---- | ---- | ---- | ---- |
| 286  | 241  | 210  | 187  | 186  | 201  | 219  | 222  | 247  |

| 2017 | 2022 | - | - | - | - | - | - | - |
| ---- | ---- | - | - | - | - | - | - | - |
| 212  | 232  | - | - | - | - | - | - | - |

## Économie

### Revenus
En 2018, la commune compte 107 ménages fiscaux, regroupant 220 personnes. La médiane du revenu disponible par unité de consommation est de 20 140 € (20 330 € dans le département).

### Emploi
|                | 2008   | 2013   | 2018   |
| -------------- | ------ | ------ | ------ |
| Commune        | 6,5 %  | 9,2 %  | 11,9 % |
| Département    | 10,1 % | 11,9 % | 12 %   |
| France entière | 8,3 %  | 10 %   | 10 %   |

En 2018, la population âgée de 15 à 64 ans s'élève à 125 personnes, parmi lesquelles on compte 69,8 % d'actifs (57,9 % ayant un emploi et 11,9 % de chômeurs) et 30,2 % d'inactifs,. En  2018, le taux de chômage communal (au sens du recensement) des 15-64 ans est inférieur à celui du département, mais supérieur à celui de la France, alors qu'en 2008 il était inférieur à celui de la France.
La commune est hors attraction des villes,. Elle compte 36 emplois en 2018, contre 29 en 2013 et 41 en 2008. Le nombre d'actifs ayant un emploi résidant dans la commune est de 74, soit un indicateur de concentration d'emploi de 48,7 % et un taux d'activité parmi les 15 ans ou plus de 46,4 %.
Sur ces 74 actifs de 15 ans ou plus ayant un emploi, 26 travaillent dans la commune, soit 35 % des habitants. Pour se rendre au travail, 91,9 % des habitants utilisent un véhicule personnel ou de fonction à quatre roues, 1,4 % les transports en commun, 4,1 % s'y rendent en deux-roues, à vélo ou à pied et 2,7 % n'ont pas besoin de transport (travail au domicile).

### Activités hors agriculture
21 établissements sont implantés  à Montouliers au 31 décembre 2019.
Le secteur des activités spécialisées, scientifiques et techniques et des activités de services administratifs et de soutien est prépondérant sur la commune puisqu'il représente 23,8 % du nombre total d'établissements de la commune (5 sur les 21 entreprises implantées  à Montouliers), contre 17,1 % au niveau départemental.

### Agriculture
La commune est dans le « Minervois », une petite région agricole occupant une petite partie du sud-ouest du département de l'Hérault. En 2020, l'orientation technico-économique de l'agriculture  sur la commune est la viticulture.
|               | 1988 | 2000 | 2010 | 2020 |
| ------------- | ---- | ---- | ---- | ---- |
| Exploitations | 40   | 42   | 21   | 19   |
| SAU (ha)      | 357  | 318  | 247  | 334  |

Le nombre d'exploitations agricoles en activité et ayant leur siège dans la commune est passé de 40 lors du recensement agricole de 1988  à 42 en 2000 puis à 21 en 2010 et enfin à 19 en 2020, soit une baisse de 52 % en 32 ans. Le même mouvement est observé à l'échelle du département qui a perdu pendant cette période 67 % de ses exploitations,. La surface agricole utilisée sur la commune a également diminué, passant de 357 ha en 1988 à 334 ha en 2020. Parallèlement la surface agricole utilisée moyenne par exploitation a augmenté, passant de 9 à 18 ha.

## Culture locale et patrimoine

### Lieux et monuments
- La Calade.

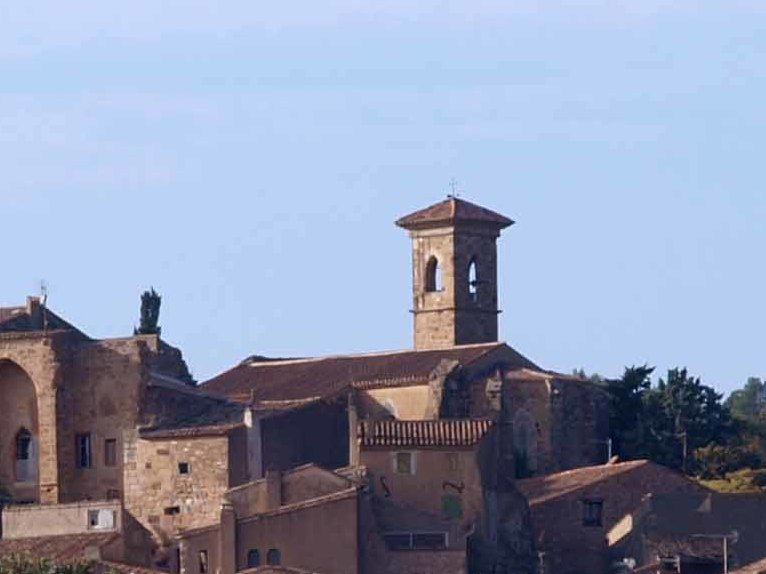
Église Saint-Baudile de Montouliers.

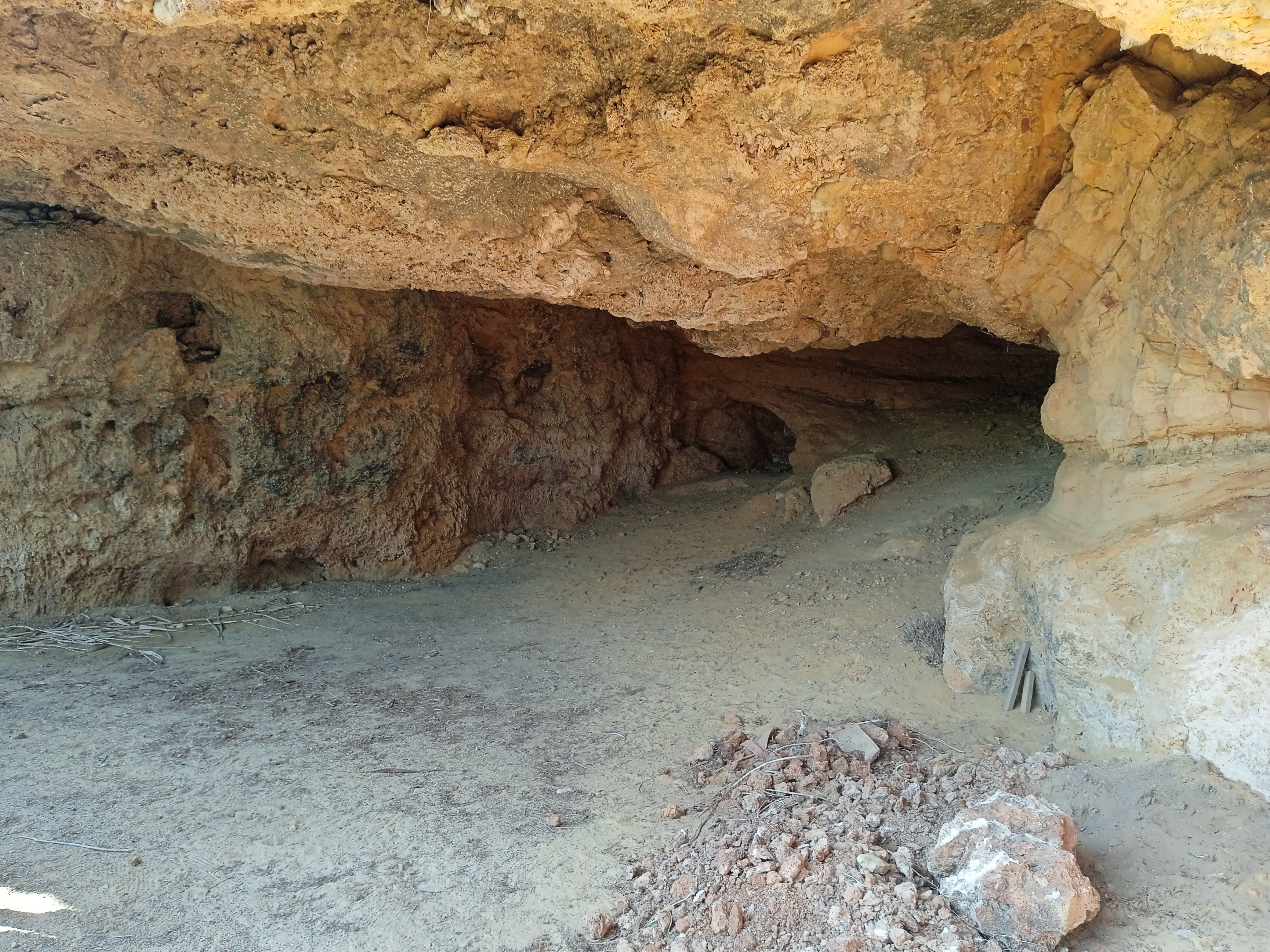
Grotte de la Baume.

La Calade est une vieille ruelle du village, très pentue, dont le revêtement est constitué de pierres et de galets.
- La fontaine romaine.
- Église Saint-Baudile de Montouliers.
- Le four à chaux.
- Ses magnifiques sentiers pédestres.
- Ses capitelles.
- La grotte de la Baume

### Personnalités liées à la commune
- Michel Cordes, acteur français principalement connu pour ses spectacles de théâtre sur des thèmes de la culture occitane notamment au Festival du Minervois, mais aussi pour son rôle de Roland Marci dans la série télévisée Plus belle la vie.